# Rafael Mainar
Rafael Mainar Lahuerta (Zaragoza, siglo XIX-Barcelona, 1929) fue un periodista y abogado español.

## Biografía
Natural de Zaragoza, trabajó como periodista en Barcelona —hasta el punto que Ossorio y Bernard le describe como «periodista barcelonés»—. Colaboraba en Alrededor del mundo hacia 1902. Más adelante se desempeñó como director de La Tribuna, además de ser redactor de Las Noticias, El Liberal y El Progreso, entre otras publicaciones en las que participó.
Fue autor de El arte del periodista (1906), una obra considerada un «punto de partida histórico de la periodística moderna catalana y española» y descrita por Arcadi Espada como «el mejor tratado de periodismo que se ha escrito en España» Este libro fue reeditado, con un prólogo de Juan Luis Cebrián, por la Editorial Destino en 2005. Fallecido en 1929, fue enterrado el 27 de enero de dicho año. Ramón Casas le dedicó un retrato, conservado en el MNAC.